# Wasilij Masticki
Wasilij Fiodorowicz Masticki (ros. Василий Фёдорович Мастицкий, ur. 22 stycznia?/4 lutego 1902 w guberni nowogrodzkiej, zm. 13 kwietnia 1954 w Mińsku) – funkcjonariusz radzieckich organów bezpieczeństwa, pułkownik, szef Zarządu NKWD obwodu rówieńskiego (1941).
Od czerwca 1918 do sierpnia 1919 pomocnik bibliotekarza, od sierpnia 1919 do lutego 1921 i ponownie od grudnia 1923 do sierpnia 1926 w Armii Czerwonej, w 1923 w powiatowym komitecie Komsomołu w guberni nowogrodzkiej, od 1926 w WKP(b). Od grudnia 1926 do kwietnia 1927 sekretarz powiatowego oddziału GPU w guberni nowogrodzkiej, od kwietnia do października 1927 kierownik wydziału powiatowego komitetu WKP(b), od października 1927 do listopada 1928 pomocnik pełnomocnika rejonowego oddziału GPU w okręgu nowogrodzkim, od listopada 1928 do października 1931 sekretarz i pełnomocnik operacyjny Wydziału Specjalnego OGPU pułku w Nowogrodzie, od października 1931 do lutego 1932 starszy pełnomocnik Wydziału Specjalnego OGPU 3 Brygady Lotniczej w obwodzie leningradzkim. Od stycznia 1933 do stycznia 1935 zastępca szefa wydziału politycznego stanicy maszynowo-traktorowej ds. pracy OGPU/NKWD w obwodzie donieckim, od stycznia do czerwca 1935 szef rejonowego oddziału NKWD w okręgu starobielskim, od czerwca 1935 do listopada 1937 szef rejonowego oddziału NKWD w obwodzie charkowskim/połtawskim, 1937-1938 zastępca szefa, a 1938-1940 szef rejonowego oddziału NKWD w Łubniach w stopniu lejtnanta bezpieczeństwa państwowego. Od maja 1940 do marca 1941 zastępca szefa, a od 28 marca do lipca 1941 szef Zarządu NKWD obwodu rówieńskiego w stopniu starszego lejtnanta bezpieczeństwa państwowego. Od sierpnia do listopada 1941 zastępca szefa Zarządu NKWD obwodu odeskiego, od grudnia 1941 do lipca 1942 zastępca szefa Wydziału Specjalnego NKWD 39 Armii w Archangielskim Okręgu Wojskowym/Froncie Kalinińskim, od lipca 1942 do maja 1943 zastępca szefa Wydziału Specjalnego NKWD 41 Armii Frontu Kalinińskiego, 22 lipca 1943 mianowany kapitanem bezpieczeństwa państwowego, a 11 lutego 1943 podpułkownikiem. Od 20 maja 1943 do 17 grudnia 1945 szef Wydziału Kontrwywiadu Ludowego Komisariatu Obrony 3 Armii Czołgowej Gwardii 1 Frontu Ukraińskiego, od 21 lutego 1944 pułkownik. Od grudnia 1945 do sierpnia 1946 w rezerwie, od sierpnia do października 1946 zastępca szefa Zarządu MGB obwodu poleskiego, od października 1946 do 7 sierpnia 1952 szef Zarządu MGB obwodu mołodeczańskiego, od sierpnia 1952 do marca 1953 zastępca szefa Zarządu V MGB Białoruskiej SRR, od kwietnia 1953 do śmierci szef VI Wydziału Specjalnego MWD Białoruskiej SRR.

## Odznaczenia
- Order Lenina (25 lipca 1949)
- Order Czerwonego Sztandaru (dwukrotnie - w styczniu 1944 i 3 listopada 1944)
- Order Czerwonego Sztandaru Pracy (30 grudnia 1948)
- Order Wojny Ojczyźnianej I klasy (1945)
- Order Czerwonej Gwiazdy (29 grudnia 1951)